# Schloss Friedberg (Volders)

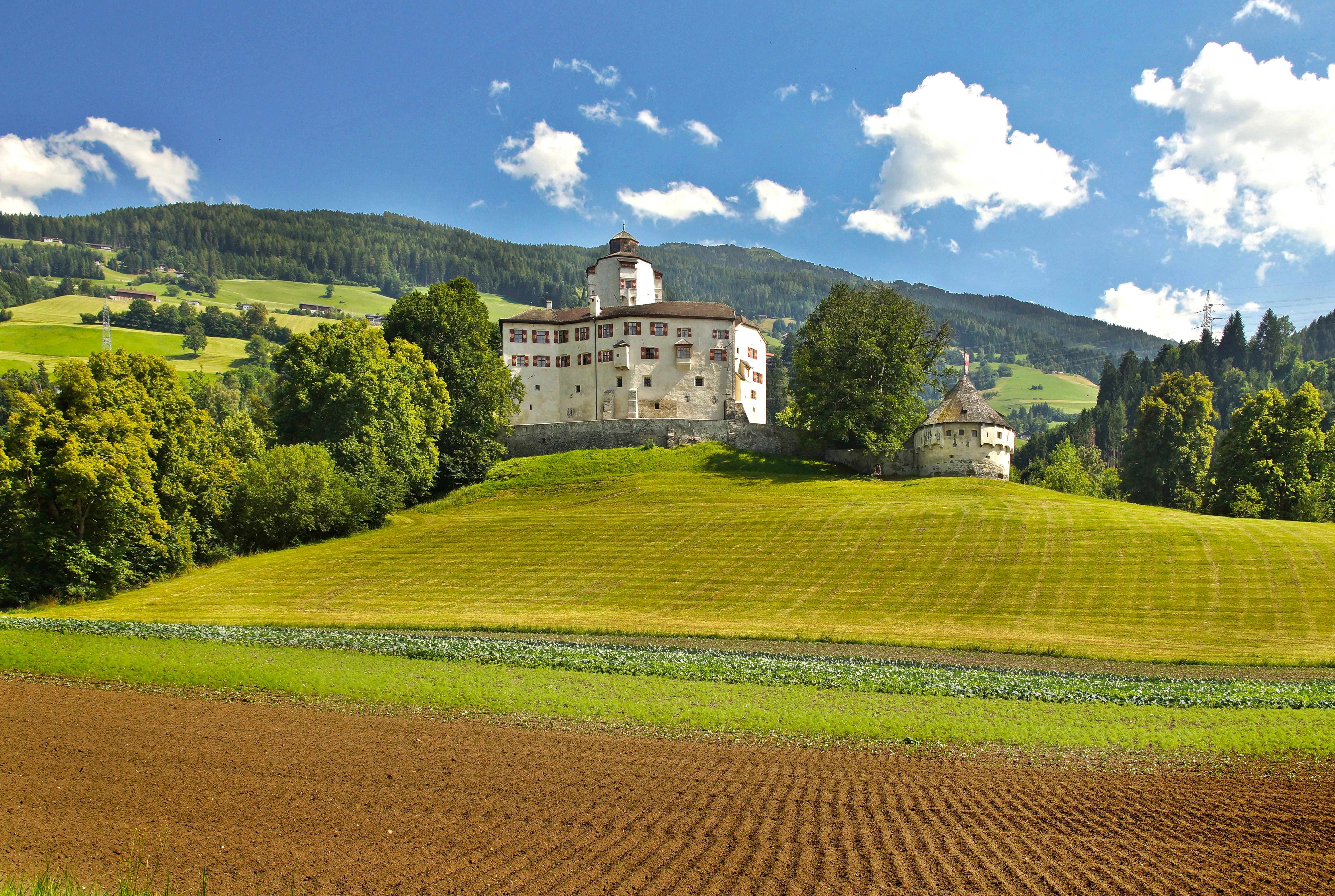
Schloss Friedberg

Schloss Friedberg ist eine Spornburg oberhalb von Volders in Tirol, Österreich. Trotz späterer Umbauten hat die unter Denkmalschutz stehende Burg ihren mittelalterlichen Charakter gut bewahrt.

## Lage
Schloss Friedberg liegt rund 100 m über dem Talboden des Inntals südwestlich von Volders auf einem dem Kleinvolderberg vorgelagerten Quarzphyllit-Felsen, der im Norden und Westen eher sanft, im Osten hingegen steil zur tiefen Schlucht des Voldertalbaches abfällt.

## Geschichte
Die strategisch günstig gelegene Erhebung über dem Inntal, von der man bis zur Martinswand im Westen und zum Kaisergebirge im Osten sehen kann, war vermutlich schon vor der Römerzeit besiedelt, wie Scherbenfunde nahelegen. Eine Burg wurde erstmals im Jahr 1268 urkundlich erwähnt. Sie wurde um 1230 von den Grafen von Andechs errichtet, die die Grafschaft Unterinntal als Lehen innehatten. Ursprünglich handelte es sich wohl nur um einen befestigten Wohnturm als Sitz eines landesfürstlichen Propstes zur Überwachung der Urbareinkünfte. Mit der Zeit kamen weitere Türme dazu, in denen ebenfalls Verwaltungsbeamte residierten. Heinrich Spieß gelang es, alle Ämter in seiner Hand zu vereinigen. In der Folge wurden die von einer gemeinsamen Mauer umgebenen einzelnen Türme durch Zwischenbauten verbunden.
Nachdem 1363 die Landesfürstin Margarethe Maultasch Tirol an den Habsburger Rudolf IV. übergeben hatte, fielen die bayerischen Wittelsbacher, die Ansprüche auf Tirol erhoben, mehrmals plündernd ins Inntal ein und versuchten dabei auch vergeblich, Friedberg zu erobern.
1410 schlossen sich die Herren von Spieß einer von den Bayern unterstützten Erhebung der Rottenburger gegen den Landesfürsten Friedrich IV. („Friedl mit der leeren Tasche“) an. Friedberg wurde allerdings von Herzog Friedrich rasch wieder zurückerobert, ohne dass es beschädigt wurde. Die Spieß blieben allerdings weiterhin im Besitz von Friedberg und sind noch 1452 mit den beiden Vettern Hainrich und Leupolt von Spiess gesessen auf Fridpurg im Jntal urkundlich nachgewiesen.
1491 belehnte der spätere Kaiser Maximilian I. Hans Fieger mit Friedberg, das in einem schlechten Zustand war. Die Fieger, durch die Beteiligung am Schwazer Silberbergbau reich geworden und lange Zeit zu den mächtigsten und einflussreichsten Familien Tirols gehörend, sanierten und erweiterten die Burg, errichteten eine Bastei und legten Gärten an. Um 1500 wurde der Bergfried um 30 Meter erhöht und mit vier Erkern versehen.
Nach dem Aussterben der Fieger 1802 kauften die Grafen Trapp 1845 die Burg um 40.000 Gulden. Ludwig Graf Trapp ließ die heruntergekommene Anlage in den Jahren 1847 bis 1854 renovieren. Dabei wurden die Wohnbauten um ein Stockwerk erhöht, wodurch die Zinnen wegfielen und der Wehrcharakter der Burg verloren ging.
In den Jahren 2006 bis 2009 wurde die Burg umfassend renoviert. Heute dient Schloss Friedberg dem Besitzer Gaudenz Trapp als Wohnsitz und wird für Veranstaltungen genutzt.

## Beschreibung

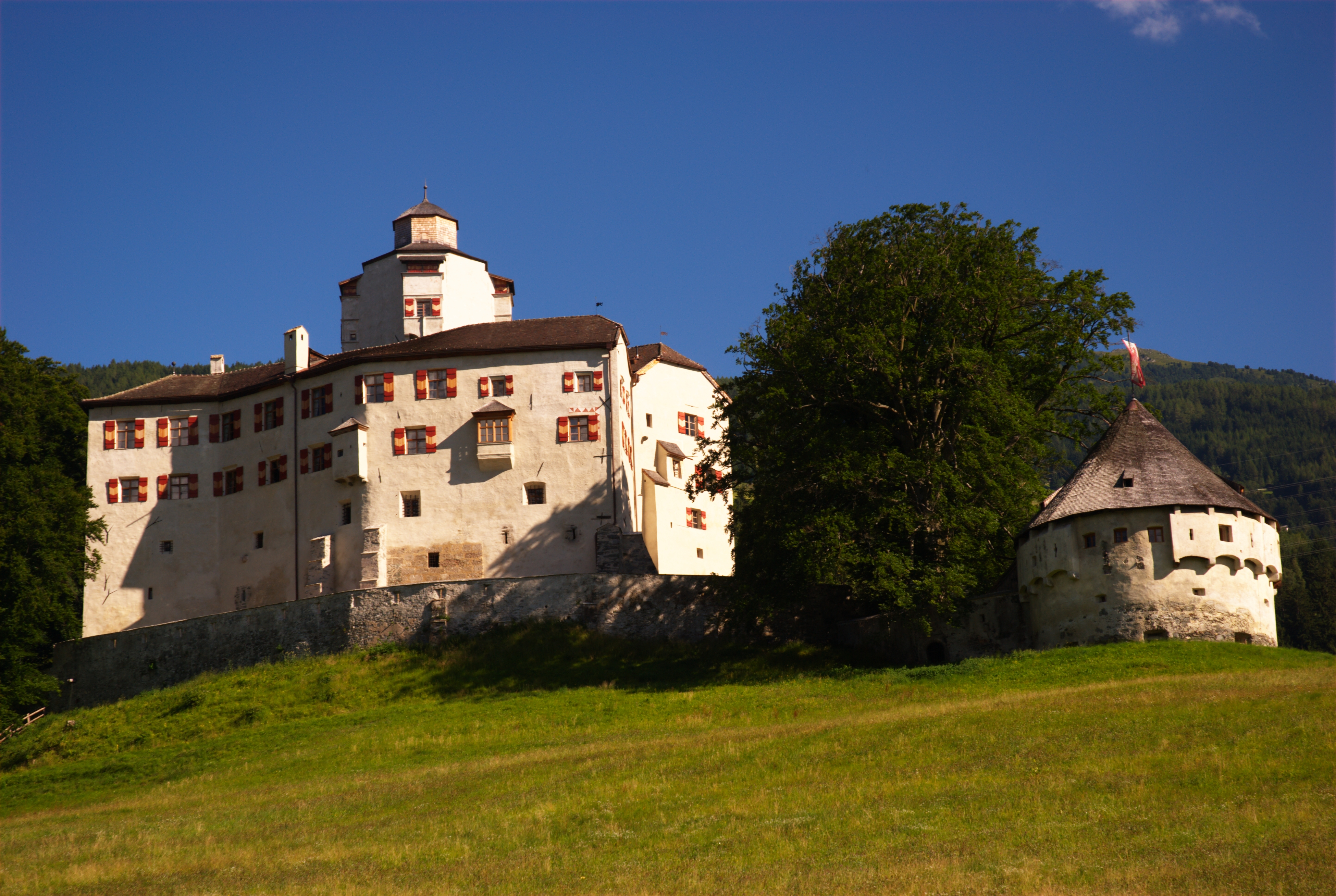
Schloss Friedberg von Norden mit der Bastei

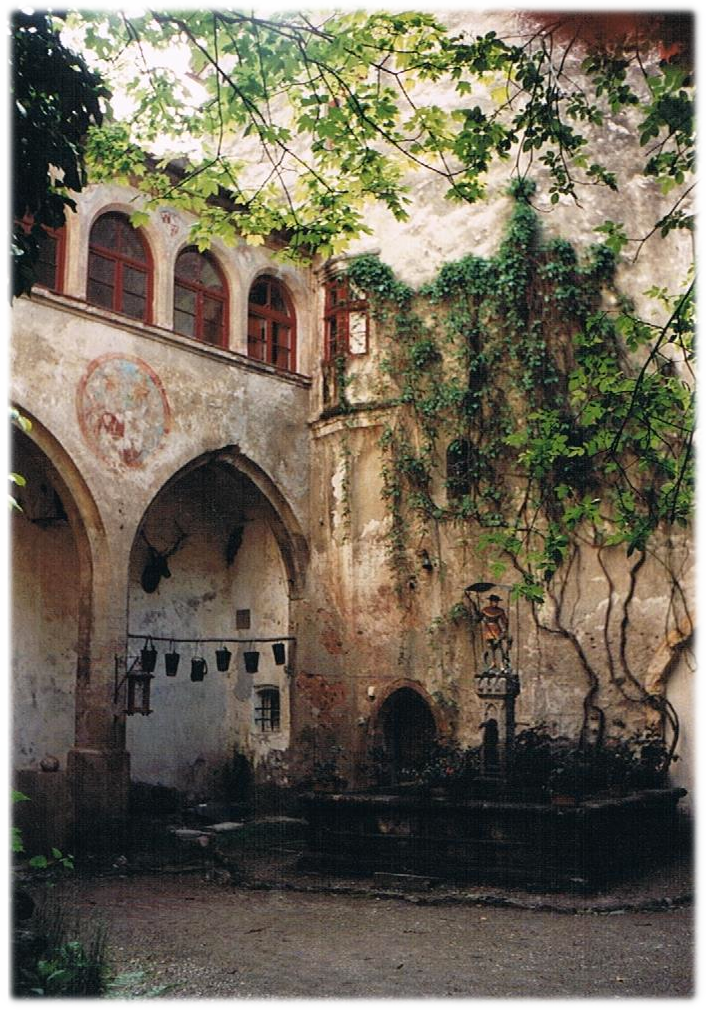
Innenhof

Die verschiedenen Gebäude der Burg gruppieren sich um einen Innenhof mit Arkaden und Brunnen, von dem aus die verschiedenen Räumlichkeiten zugänglich sind. Die Anlage wird vom wuchtigen Bergfried dominiert, der an den Ecken vier über Eck gestellte zweigeschoßige Erker aufweist. Im Inneren führt eine spätgotische Spindeltreppe ohne Mittelstütze hinauf.
Der Rittersaal weist ein 1968 freigelegtes, über alle vier Wände laufendes Fresko auf, das um 1510 geschaffen wurde. Das möglicherweise von Jörg Kölderer, dem Hofmaler Kaiser Maximilians, und seinen Gesellen stammende Panorama zeigt Szenen aus dem ritterlichen Leben wie Jagd und Turniere, sowie die Belagerung Friedbergs im Jahre 1410. Das „römische Kaiserzimmer“ hat seinen Namen von 24 auf Marmor gemalten Brustbildern römischer Kaiser und ihrer Frauen aus dem 17. Jahrhundert.
Die dem hl. Bartholomäus geweihte Burgkapelle wurde 1469 erstmals erwähnt und Anfang des 16. Jahrhunderts im spätgotischen Stil umgebaut, wobei das Spitzbogenportal, das Netzrippengewölbe und die Sakramentsnische hinzugefügt wurden. Der Altar stammt aus dem Barock, das um 1660 gemalte Altarbild zeigt die Muttergottes zwischen den Aposteln Bartholomäus und Andreas.
In der rauchgeschwärzten, in den Fels gehauenen Burgküche finden sich alte Kochgeräte und mittelalterliche Bratvorrichtungen, mit denen Spieße per Hand, durch heiße Luft oder durch ein Uhrwerk angetrieben wurden.